# Famille de Grandmesnil
Pour les articles homonymes, voir Grandmesnil (homonymie).
La famille de Grandmesnil, ou Grantmesnil, Grentemesnil est une famille de la moyenne aristocratie normande originaire du Calvados. L'histoire de cette famille est assez bien connue, car avec la famille Giroie, elle restaura l'abbaye de Saint-Évroult dans laquelle le célèbre chroniqueur du XIIe siècle Orderic Vital fut moine.
Elle était établie dans la région de Falaise (Norrey-en-Auge, Grandmesnil). Son premier membre connu est Robert (mort vers 1036), seigneur de Grandmesnil, dont on ne connaît pas les origines. Les Grandmesnil avaient pour voisins et alliés les Giroie, et eurent souvent à lutter contre les membres de la famille de Bellême, seigneurs de Bellême.

## Personnalités
Robert Ier († v. 1036), de concert avec Roger Ier de Tosny combattit Roger de Beaumont vers 1035-1040, dans le cadre des troubles qui agitaient la minorité du jeune duc de Normandie Guillaume le Bâtard (plus tard le Conquérant). Robert reçut une blessure aux entrailles qui le fit mourir trois semaines plus tard. Il distribua ses terres à ses fils Robert et Hugues, puis se fit moine au couvent d'Ouche pour y mourir.
Son fils Arnaud s'exile en Italie vers 1047. Il est tué en 1062 à Mileto dans la guerre fratricide qui oppose Roger Ier de Sicile, qu'il soutient, à Robert Guiscard
Son fils Hugues († 1098), probablement impliqué dans des luttes incessantes avec la famille de Bellême, fut forcé à l'exil vers 1060 par le duc. Il fut rappelé en 1062, un conflit contre les Bretons et les Manceaux ayant débuté, et ses alliés ayant défendu sa cause auprès du duc. Il participa à la conquête normande de l'Angleterre en 1066, et combattit à la bataille d'Hastings. En récompense, il obtint une centaine de manors (seigneuries) dans le Leicestershire et huit autres comtés. Il est mentionné comme conseillers des corégents du royaume d'Angleterre, Odon de Bayeux et Guillaume Fitz Osbern, pendant le retour du roi Guillaume en Normandie en 1067. Plus tard, il est fait shérif du Leicestershire, et constable du château de Leicester.
Son frère Robert II († 1089), reçut une éducation littéraire, et était probablement destiné à entrer dans les ordres. Ayant abandonné ses études, il fut écuyer du duc pendant cinq ans. Peu après la mort de son père (entre 1035 et 1040), il se fit moine au couvent d'Ouche. Avec son frère Hugues et ses oncles Guillaume et Robert Giroie, il restaure l'abbaye de Saint-Évroult, et la dote richement vers 1050. Il en devint l'abbé en 1059. Victime d'un complot ourdi par Rainier, moine de Conches, il est forcé de quitter la Normandie en janvier 1061 et de s'exiler en Italie accompagné de dix de ses moines. Accueilli en Calabre par Robert Guiscard, il devient l'abbé du monastère de Sainte-Euphémia (Calabre), fondé par Guiscard en 1062. En décembre 1061, il maria sa demi-sœur Judith d'Évreux à Roger de Hauteville, frère cadet de Guiscard, et futur comte de Sicile.

### Descendance d'Hugues de Grandmesnil
Son fils Robert III († 1126 ou 1136) hérita de ses possessions normandes et son fils Yves († v. 1102) de ses possessions anglaises. Robert survivra à ses dix frères et sœurs. Soutien d'Henri Ier Beauclerc, il participe à la bataille de Tinchebray en 1106 avant de sembler préférer le parti de Guillaume Cliton en 1119 puis de revenir dans le camp royal.
Yves Ier († v. 1101-1102), participe à la première croisade avec le duc de Normandie Robert Courteheuse, et est présent au siège d'Antioche. Avec ses frères Guillaume et Aubrey, il s'attire le déshonneur en s'enfuyant de la ville assiégée croyant que les croisés vont tous se faire massacrer et fut excommunié par le pape Pascal II en janvier 1100. À la mort de son père, il hérite du patrimoine anglais de la famille, et devient donc lord de Leicester, possédant entre autres la ville et son château. Il succède aussi à l'office de shérif du Leicestershire. Il épouse une fille de Gilbert de Gant. En 1100-1101, il choisit de soutenir Robert Courteheuse dans son invasion de l'Angleterre contre son frère Henri Ier. Mais les deux frères s'entendent lors du traité d'Alton (1101), et Yves se retrouve exposé à la colère royale. Il décide alors de faire un nouveau pèlerinage en Terre sainte pour racheter ses fautes. Ayant besoin d'argent pour financer son voyage, il engage pour 500 £ ses terres pour quinze ans auprès de son voisin (dans le Leicestershire) Robert Ier de Meulan, comte de Meulan, et arrange un mariage entre le fils aîné d'Yves et une fille de Robert. Il meurt lors du voyage, et le comte Robert, encouragé par le roi Henri Ier, ignore les revendications de Yves II le fils d'Yves sur ses terres et sur la fiancée promise, et unit les terres des Grandmesnil avec les siennes. Le comte possède alors le gros de ce qui sera connu plus tard comme l'honneur de Leicester. C'est pourquoi il est possible que Robert ait été créé comte de Leicester en 1107, bien qu'il n'en existe aucune preuve formelle. Le second Yves meurt avec son frère dans le naufrage de la Blanche-Nef en 1120, ne laissant pas de descendant.
Le roi Guillaume le Conquérant offrit une de ses nièces, fille de Robert de Mortain, à épouser à Guillaume († av. 1114). Mais celui-ci partit pour l'Apulie, et peu après participa à la campagne de Robert Guiscard, le duc d'Apulie, contre Durrës (1081). Sa carrière en Italie fut particulièrement réussie, et il épousa Mabile, la fille de Robert Guiscard. Il fit partie de ceux, avec son frère Aubrey, qui lors de la première croisade s'échappèrent d'Antioche de crainte que les Turcs ne la reprennent, se couvrant de honte.

### L'héritière des Grandmesnil
Les terres normandes des Grandmesnil reviennent aux Beaumont par mariage de Robert III de Beaumont avec Pernelle, l'héritière des Grandmesnil, vers 1155. Pernelle était probablement une descendante d'Hugues de Grandmesnil par son fils Robert, mais il n'existe que des présomptions pour le déduire. Pernelle fut le dernier membre connu de la famille de Grandmesnil.

## Filiation
- Robert (I) († v. 1036)
  × ép. Hawise, fille de Giroie
  - Hugues († 1098), compagnon du Conquérant, shérif du Leicestershire
  × ép. Adelize de Beaumont, fille d'Yves, comte de Beaumont
    - Robert (III) († 1126 ou 1136)
  × Agnès, sœur de Ranulph le Meschin, 3e comte de Chester
  × ép2. Emma d'Estouteville, veuve d'Errand, seigneur d'Harcourt
  × ép3. Lucy, fille de Savari de Beaumont-au-Maine
      - Hugues ou Guillaume
  × ép?
        - Pernelle ou Petronile († 1212), héritière
  × ép. Robert III de Beaumont († 1190), 3e comte de Leicester
          - Robert IV de Beaumont, 4e comte de Leicester

    - Guillaume († av. 1114), Apulie en 1081, première croisade
  × ép. Mabel d'Apulie, fille de Robert Guiscard
      - Guillaume et Robert

    - Yves (I) († 1101/1102), héritier, première croisade, mort en Terre sainte
      - Yves (II) († 1120), mort dans le naufrage de la Blanche-Nef

    - Aubrey, dans les ordres, puis chevalier, première croisade

  - Robert (II) († 1089), devint abbé de Saint-Évroult puis de Sainte-Euphémia
  - Arnaud
  - Adeline
  × ép. Onfroy du Tilleul